# Jenna Stern
Jenna Louise Stern (Los Angeles, 23 september 1967) is een Amerikaanse actrice.

## Biografie
Stern is een dochter van Samantha Eggar en heeft een broer en een halfbroer. Zij heeft gestudeerd aan de universiteit van Berkeley in Berkeley (Californië) en haalde haar bachelor of arts.
Stern begon in 1994 met acteren in de film Twilight Zone: Rod Serling's Lost Classics. Hierna heeft zij nog meerdere rollen gespeeld in films en televisieseries zoals Hitch (2005), 16 Blocks (2006), Law & Order (2009-2010) en Law & Order: Special Victims Unit (2000-2020). 
Stern is ook actief in het theater, zij speelde in 2002 eenmaal op Broadway  in het toneelstuk The Elephant Man als Pinhead, mrs. Sandwich, prinses Alexandra en Duchess.
Stern is in 1998 getrouwd met Brennan Brown en woont nu met hem in Brooklyn (New York).

## Filmografie

### Films
- 2022 Stay Awake - als Sophia
- 2021 One December Night - als Dianne Carter
- 2018 Patient 001 - als dr. Bushnell
- 2017 Wonder Wheel - als Tiny
- 2017 South Dakota - als Ginger
- 2012 Game Change – als Lisa Kline
- 2011 Cooper and Stone – als kapitein Erica Anderson
- 2010 The Best and the Brightest – als Katherina Heilmann
- 2009 The Hungry Ghosts – als Lisa
- 2006 16 Blocks – als Diane Mosley
- 2005 Hitch – als Louise
- 2001 Jon Good's Wife – als Rebecca Lawson
- 2000 Wirey Spindell – als Roxanne
- 1999 Random Hearts – als Sally Gabriel
- 1999 The Eden Myth – als Doreen Speck
- 1997 Picture Perfect – als lid van bestuur
- 1994 Twilight Zone: Rod Serling's Lost Classics – als Susan

### Televisieseries
Uitgezonderd eenmalige gastrollen.
- 2011 – 2022 Law & Order: Special Victims Unit – als rechter Elena Barth – 20 afl.
- 2018 - 2019 Bull - als ADA Amy Lake - 2 afl.
- 2015 House of Cards - als Eliana Caspi - 4 afl.
- 2009 – 2010 Law & Order – als rechter Linda Taft – 2 afl.
- 2008 Canterbury's Law – als Kate Cooley – 2 afl.
- 2000 Law & Order: Special Victims Unit – als  A.D.A. Kathleen Eastman – 2 afl.